# Trenčianske Jastrabie
Trenčianske Jastrabie (bis 1946 nur „Jastrabie“; ungarisch Ölved – bis 1907 Jasztrabje) ist eine Gemeinde im Nordwesten der Slowakei mit 1391 Einwohnern (Stand 31. Dezember 2024) und gehört zum Okres Trenčín, einem Teil des Trenčiansky kraj.

## Geographie

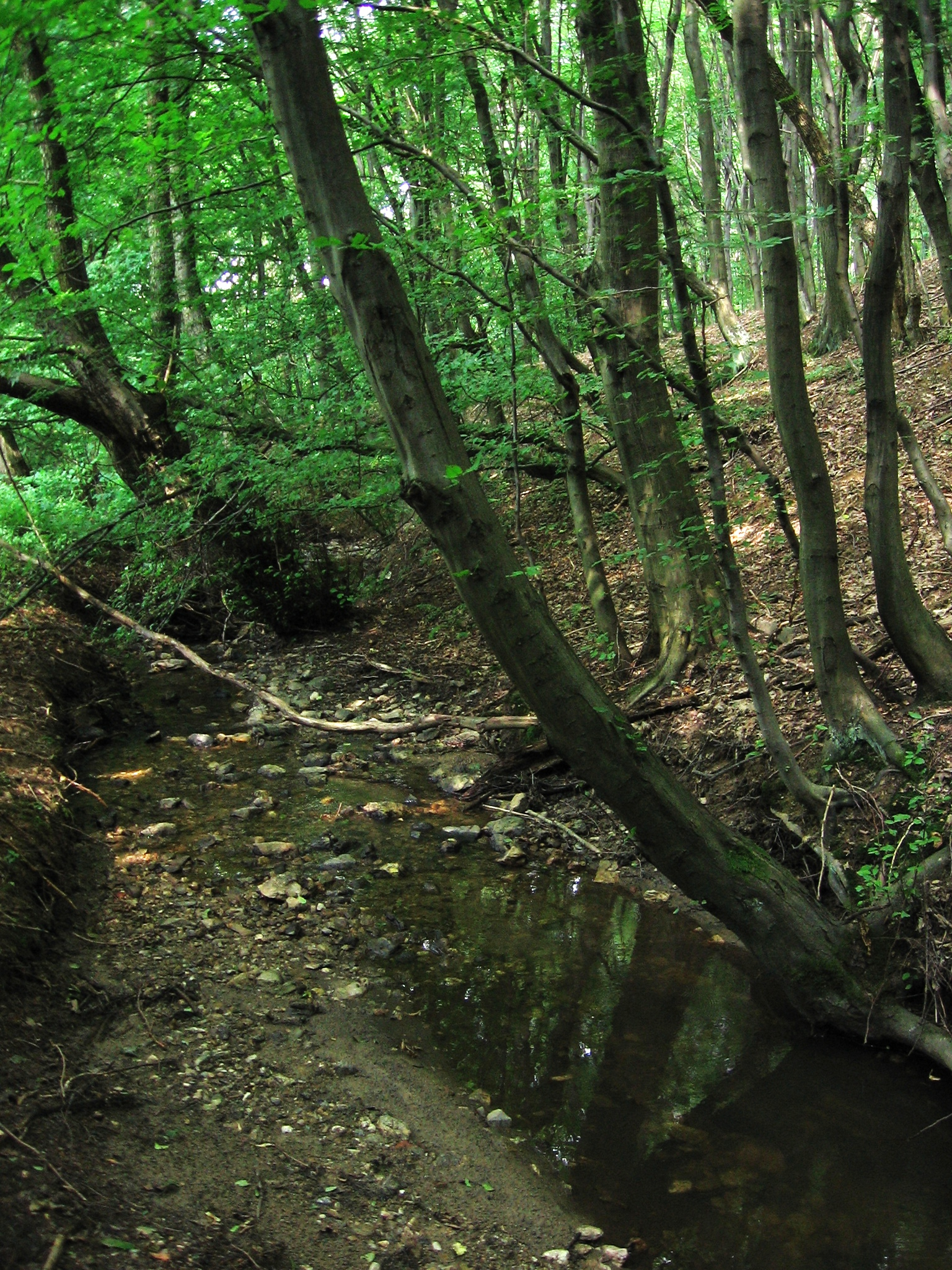
Bach Jastrabský potok

Die Gemeinde befindet sich in den nordwestlichen Ausläufern des Hügellands Nitrianska pahorkatina (einem Teil des Donauhügellands) unterhalb der Gebirge Strážovské vrchy und Považský Inovec, unmittelbar östlich des Sattels Jastrabské sedlo. Die Ortschaft wird vom Bach Jastrabský potok im Flusssystem Bebrava durchflossen. Das Ortszentrum liegt auf einer Höhe von 285 m n.m. und ist jeweils 15 Kilometer von Bánovce nad Bebravou und Trenčín entfernt.
Nachbargemeinden sind Trenčianske Mitice im Norden, Svinná im Osten, Veľká Hradná im Süden, jeweils kurz Dubodiel, Trenčianske Stankovce und Trenčianska Turná im Südwesten und Mníchova Lehota im Nordwesten.

## Geschichte

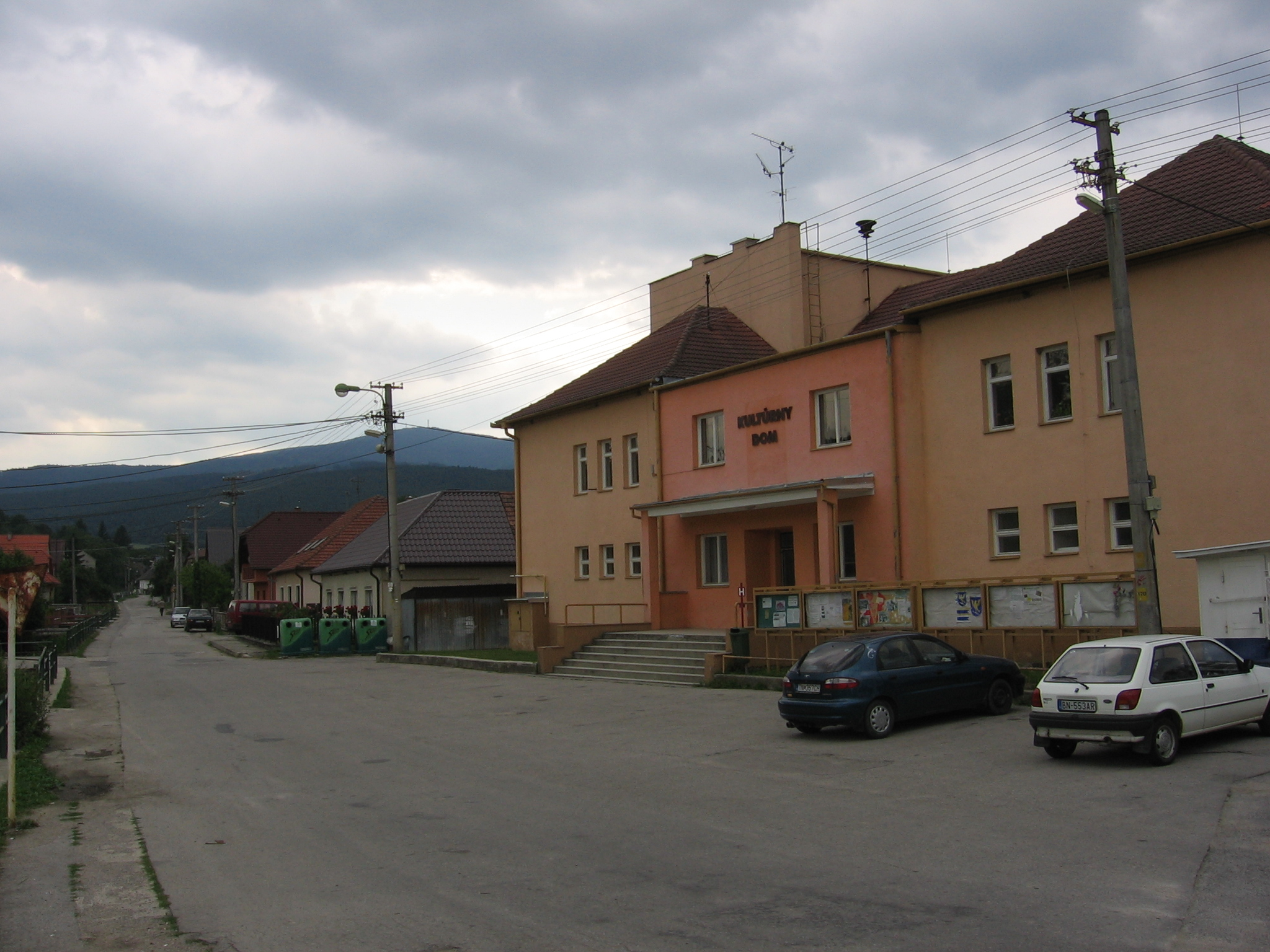
Ortsblick beim Kulturhaus

Der Ort wurde zum ersten Mal 1269 als Gut der Burg Trentschin schriftlich erwähnt und erhielt seinen Namen nach den in der Gegend häufig vorkommenden Falken (slowakisch Sg. jastrab = ungarisch ölyv). Später gehörte Jastrabie Geschlechtern wie Mitich, Rozsnyó und Borcsány. 1425 wurde eine steinerne Kirche erbaut, 1663 wurde die Ortschaft von den Türken in Mitleidenschaft gezogen. 1828 zählte man 43 Häuser und 430 Einwohner, die von der Landwirtschaft lebten.
Bis 1918 gehörte der im Komitat Trentschin liegende Ort zum Königreich Ungarn und kam danach zur Tschechoslowakei beziehungsweise heute Slowakei. 1944 gab es hier schwere Gefechte zwischen tschechoslowakischen Partisanen und der Wehrmacht, insgesamt kamen im Zweiten Weltkrieg sieben Menschen ums Leben.
1946 wurde zwecks besserer Unterscheidung von anderen ebenfalls Jastrabie genannten Orten der Name Trenčianske Jastrabie nach der Lage bei Trenčín eingeführt, nachdem schon vorher inoffizielle Namen wie Jastrabie pri Trenčíne (z. B. im Postverkehr) gebräuchlich waren.

## Bevölkerung
| Jahr                | 1994 | 2004    | 2014    | 2024     |
| ------------------- | ---- | ------- | ------- | -------- |
| Anzahl der Personen | 1224 | 1206    | 1214    | 1391     |
| Unterschied         |      | −1,47 % | +0,66 % | +14,57 % |

| Jahr                | 2023 | 2024    |
| ------------------- | ---- | ------- |
| Anzahl der Personen | 1382 | 1391    |
| Unterschied         |      | +0,65 % |

Nach der Volkszählung 2011 wohnten in Trenčianske Jastrabie 1191 Einwohner, davon 1166 Slowaken, vier Tschechen und ein Mährer. 20 Einwohner machten diesbezüglich keine Angabe. 1067 Einwohner bekannten sich zur römisch-katholischen Kirche, acht Einwohner zur evangelischen Kirche A. B., drei Einwohner zu den Zeugen Jehovas und jeweils ein Einwohner zur altkatholischen Kirche, zur evangelisch-methodistischen Kirche sowie zur griechisch-katholischen Kirche; zwei Einwohner bekannten sich zu einer anderen Konfession. 57 Einwohner waren konfessionslos und bei 51 Einwohnern wurde die Konfession nicht ermittelt.

## Bauwerke
- römisch-katholische Mariä-Himmelfahrt-Kirche aus dem Jahr 1914